# Thai Industrial Standard 620-2533
Thai Industrial Standard 620-2533 ist unter der Abkürzung TIS-620 allgemein bekannt als der verbreitetste Zeichensatz und Zeichenkodierung für die thailändische Schrift. Der Standard wurde vom Thai Industrial Standards Institute (TISI), einem Organ der königlich-thailändischen Regierung, verabschiedet und ist der allein gültige Standard im Königreich Thailand.
Der beschreibende Name des Standards lautet: „Standard für Codes thailändischer Buchstaben zum Gebrauch im Computer“ (Thai: รหัสสำหรับ อักขระไทย ที่ใช้กับ คอมพิวเตอร).
Der Zusatz 2533 bezieht sich auf die Jahreszahl nach dem buddhistischen Kalender (1990), in dem der Standard veröffentlicht wurde. Die Vorgängerversion, TIS-620-2529 (1986), gilt damit nicht mehr.

## Struktur
TIS-620 ist eine konventionelle ASCII-Erweiterung, die zu 7-Bit-ASCII vollständig kompatibel ist und im 8-Bit-Hexadezimal-Bereich zwischen A1hex und FBhex die thailändischen Buchstaben kodiert. Aufgrund der komplexen Platzierung der thailändischen Vokale und Tonzeichen wird TIS-620 nur zum Informationsaustausch verwendet. Für eine korrekte Darstellung wird zusätzlich eine Rendering-Engine für thailändischen Text benötigt.

## Varianten
Eine fast identische Version von TIS-620 wurde 1999 als ISO 8859-11 adaptiert. Der einzige Unterschied ist, dass in ISO 8859-11 das Zeichen A0hex als geschütztes Leerzeichen definiert ist, während es in TIS-620 zwar reserviert, aber nicht definiert ist. (In der Praxis wird dieser kleine Unterschied normalerweise ignoriert.)
Der Zeichensatz ISO 8859-11 wurde auch als ISO-IR-166 bei Ecma International registriert, aber diese Variante enthält auch explizite Escape-Sequenzen, um Anfang und Ende eines thailändischen Wortes zu markieren. (Im Thailändischen werden keine Zwischenräume zwischen den Wörtern gesetzt.)
Die Windows-Codepage 874 basiert ebenfalls auf TIS-620, fügt allerdings einige weitere Zeichen hinzu.
Die Reihenfolge der Zeichen in TIS-620 wurde in Unicode (ISO 10646) ebenfalls übernommen. Der Unicodeblock Thailändisch reicht von U+0E01 bis U+0E7F. TIS-620-Zeichen können nach UTF-16 konvertiert werden, indem man zu jedem Byte 0E00hex addiert und A0hex vom Wert abzieht.
|    | …0        | …1        | …2        | …3        | …4        | …5        | …6        | …7        | …8        | …9        | …A        | …B        | …C        | …D        | …E        | …F        |
| -- | --------- | --------- | --------- | --------- | --------- | --------- | --------- | --------- | --------- | --------- | --------- | --------- | --------- | --------- | --------- | --------- |
| 0… | unbenutzt | unbenutzt | unbenutzt | unbenutzt | unbenutzt | unbenutzt | unbenutzt | unbenutzt | unbenutzt | unbenutzt | unbenutzt | unbenutzt | unbenutzt | unbenutzt | unbenutzt | unbenutzt |
| 1… | unbenutzt | unbenutzt | unbenutzt | unbenutzt | unbenutzt | unbenutzt | unbenutzt | unbenutzt | unbenutzt | unbenutzt | unbenutzt | unbenutzt | unbenutzt | unbenutzt | unbenutzt | unbenutzt |
| 2… | SP        | !         | "         | #         | $         | %         | &         | '         | (         | )         | *         | +         | ,         | -         | .         | /         |
| 3… | 0         | 1         | 2         | 3         | 4         | 5         | 6         | 7         | 8         | 9         | :         | ;         | <         | =         | >         | ?         |
| 4… | @         | A         | B         | C         | D         | E         | F         | G         | H         | I         | J         | K         | L         | M         | N         | O         |
| 5… | P         | Q         | R         | S         | T         | U         | V         | W         | X         | Y         | Z         | [         | \         | ]         | ^         | _         |
| 6… | `         | a         | b         | c         | d         | e         | f         | g         | h         | i         | j         | k         | l         | m         | n         | o         |
| 7… | p         | q         | r         | s         | t         | u         | v         | w         | x         | y         | z         | {         | \|        | }         | ~         |           |
| 8… | unbenutzt | unbenutzt | unbenutzt | unbenutzt | unbenutzt | unbenutzt | unbenutzt | unbenutzt | unbenutzt | unbenutzt | unbenutzt | unbenutzt | unbenutzt | unbenutzt | unbenutzt | unbenutzt |
| 9… | unbenutzt | unbenutzt | unbenutzt | unbenutzt | unbenutzt | unbenutzt | unbenutzt | unbenutzt | unbenutzt | unbenutzt | unbenutzt | unbenutzt | unbenutzt | unbenutzt | unbenutzt | unbenutzt |
| A… |           | ก         | ข         | ฃ         | ค         | ฅ         | ฆ         | ง         | จ         | ฉ         | ช         | ซ         | ฌ         | ญ         | ฎ         | ฏ         |
| B… | ฐ         | ฑ         | ฒ         | ณ         | ด         | ต         | ถ         | ท         | ธ         | น         | บ         | ป         | ผ         | ฝ         | พ         | ฟ         |
| C… | ภ         | ม         | ย         | ร         | ฤ         | ล         | ฦ         | ว         | ศ         | ษ         | ส         | ห         | ฬ         | อ         | ฮ         | ฯ         |
| D… | ะ         | ั          | า         | ำ         | ิ          | ี          | ึ          | ื          | ุ          | ู          | ฺ          |           |           |           |           | ฿         |
| E… | เ         | แ         | โ         | ใ         | ไ         | ๅ         | ๆ         | ็          | ่          | ้          | ๊          | ๋          | ์          | ํ          | ๎          | ๏         |
| F… | ๐         | ๑         | ๒         | ๓         | ๔         | ๕         | ๖         | ๗         | ๘         | ๙         | ๚         | ๛         |           |           |           |           |

In der oberen Tabelle ist 20hex das reguläre Leerzeichen. Die Werte 00-1Fhex, 7Fhex. 80-9Fhex, A0hex, DB-DEhex und FC-FFhex sind in TIS-620 keinen Zeichen zugeordnet. Die rot markiert Zeichen sind Diakritika, die mit anderen Zeichen kombiniert werden.